# Be–10
A Be–10 (oroszul: Бе–10) vagy M–10 (NATO-kódja: Mallow) a taganrogi Berijev Tervezőirodában (OKB–49) Georgij Berijev vezetésével az 1950-es évek közepén kifejlesztett repülő csónak. Újdonságnak számított a repülő csónakba épített gázturbinás sugárhajtómű és az erősen nyilazott szárny.

## Története
Az OKB–49 tervezőiroda 1953-ban kapott megbízást a védelmi minisztériumtól egy tengeri járőrözésre alkalmas, tengeralattjárók elleni fegyverekkel felszerelt, sugárhajtású hidroplán kifejlesztésére, amelyhez a korábban tervezett, szintén sugárhajtású R–1 hidroplán tapasztalatait is felhasználták. 1955-ben már elkezdték a prototípus építését. A Be–10, illetve M–10 gyári típusjelzést kapott repülőgép 1956. június 20-án emelkedett először a levegőbe. A nyilvánosság előtt csak az 1961-es tusinói légiparádén mutatkozott be a repülőgép. 
A repülőgép nem bizonyult sikeres konstrukciónak. A túl alacsonyan lévő hajtóművekbe erős hullámzás esetén és nagyobb szélnél könnyen kerülhetett víz, és az üzemeltetése is nehézkesnek volt. 1957–1960 között a taganrogi repülőgépgyárban 27 példányt készítettek a típusból, de nem rendszeresítették a Szovjet Haditengerészetnél. A megépített gépeket 1959–1963 között üzemeltette a szovjet Fekete-tengeri Flotta 997. önálló haditengerészeti távolfelderítő ezrede, valamint 1961-től a 318. önálló tengeralattjáróelhárító repülőezred. 1968-ban véglegesen beszüntették az üzemeltetését.
Tervezték a Be–10N rakétahordozó változat kifejlesztését is, de erre végül nem került sor. A gép a hajók elleni  K–12 robotrepülőgépet hordozta volna, de végül sem a robotrepülőgép, sem a hordozó repülőgép nem készült el. A Be–10 helyett a sokkal megbízhatóbb, légcsavaros gázturbinával felszerelt Be–12-t rendszeresítették nagyobb mennyiségben.
A Be–10 hidroplánnal 1961-ben több magassági és sebességi világrekordot is felállítottak. Többek között a 812 km/h elért legnagyobb sebességével a vízi repülőgépek kategóriájában sebességi rekordot állítottak fel vele, amit azóta is ez a gép tart. 
1961. május 25-én Taganrog közelében egy példánya katasztrófát szenvedett. A gép pilótahiba miatt röviddel a vízről történt felszállás után a tengerbe zuhant. A balesetben két fő életét vesztette.

## Szerkezeti kialakítása
A repülőgép teljesen fémépítésű. Törzse a vízről történő üzemelés érdekében csónak-kialakítású, de szárazföldi üzemeléshez a törzsbe behúzható futóművekkel is ellátták. Erősen, 50 fokban nyilazott szárnyai negatív V-beállításúak. A szárnyak végén kisméretű támasztó úszó biztosította vízen a repülőgép stabilitását. A  két darab Ljulka AL–7PB gázturbinás sugárhajtóművet a szárnytőben helyezték el. Önvédelmi fegyverként a törzs farokrészébe, forgatható toronyban 2 db 23 mm-es NR–23 radarvezérlésű gépágyút építettek be. A tengeralattjárók elleni fegyverzetet a szárnyak alá és a törzsben kialakított bombatérbe lehetett függeszteni.

## Műszaki jellemzői
- Hossz: 30,72 m
- Fesztáv: 28,60 m
- Szárnyfelület: 130 m²
- Üres tömeg: 26 500 kg
- Maximális felszálló tömeg: 48 000 kg
- Hajtóművek: 2 db Ljulka AL–7PB gázturbinás sugárhajtómű, egyenként 63,75 kN tolóerővel
- Legnagyobb sebesség: 912 km/h
- Utazósebesség: 785 km/h
- Hatótávolság: 3200 km
- Szolgálati csúcsmagasság: 12 200 m
- Fegyverzet: 2 db 23 mm-es Nugyelman-Rihtyer NR–23 gépágyú, valamint maximum 3075 kg-nyi, tengeralattjárók elleni fegyverzet (bombák, mélységi bombák és aknák)